# Krzysztof Renik
Krzysztof Renik – polski dziennikarz, pisarz, teatrolog, publicysta. Od 2007 r. pierwszy korespondent Polskiego Radia w New Delhi, znawca Indii. Odbył studia na Uniwersytecie Warszawskim (filologia polska i antropologia kulturowa) oraz w Kerala Kalamandalam, uczelni artystycznej w południowych Indiach kształcącej artystów indyjskiego teatru. W Indiach i w krajach Azji Południowej i Południowo-Wschodniej (Afganistan, Pakistan, Nepal, Birma, Tajlandia, Malezja, Indonezja, Laos) przebywał od 1977 roku. Autor m.in. kilku książek o indyjskich sztukach widowiskowych oraz dwóch książek o odrodzeniu życia religijnego w krajach byłego Związku Radzieckiego. W swoim dorobku dziennikarsko-publicystycznym ma kilkaset artykułów i reportaży w periodykach polskich i zagranicznych, w tym m.in. w tygodnikach „Tygodnik Powszechny”, „Polityka”, „Wprost” oraz w kwartalniku Znad Wilii. W jego twórczości znajdują się również filmy dokumentalne o indyjskich i tybetańskich tradycjach widowiskowych. Dziennikarz Polskiego Radia od 1992 roku, w tym przez blisko cztery miesiące 2004 roku korespondent wojenny w Iraku. Korespondent Polskiego Radia w Indiach i Azji Południowej (2007-2011). W Redakcji Publicystyki Międzynarodowej Polskiego Radia był m.in. współprowadzącym autorskiej audycji „Więcej świata” i „Świat w Jedynce”. Autor audycji radiowej „Kwadrans bez muzyki”, twórca magazynu Polskiego Radia o byłych Kresach II Rzeczypospolitej i ich mieszkańcach pt. „Świat Kresów”, kronikarz odchodzącego świata. W 2009 r. został laureatem nagrody Polskiego Radia – „Złoty Mikrofon” za mistrzowski warsztat, rzetelność dziennikarską i pasję w przybliżaniu problemów współczesnego świata. W wileńskim Radio „Znad Wilii” UAB „Znad Wilii radijo stotis” prowadzi audycję „Niezwykłe Pasje – Niezwykłych Ludzi”.